# Операція «Медакська кишеня»
Операція «Медакська кишеня» (хорв. Operacija «Medački džep», серб. Операціја «Медачкі џеп») була проведена армією Хорватії з метою ліквідувати «Медакську кишеню» — територію Республіки Сербська Країна, що вклинювалася в територію Хорватії на південь від Госпича. В результаті операції хорватською армією були взяті під контроль сербські села Дивосело, Читлук і Почитель.

## Звинувачення МТКЮ на адресу керівників операції
В 2001 - 2003 рр.. Міжнародним трибуналом щодо колишньої Югославії були висунуті звинувачення проти керівників операції — генералів Янко Бобетко, Рахіма Адемі та Мірко Нораца. Суть звинувачень полягала в тому, що вони не припинили безчинства підпорядкованих їм солдатів і офіцерів хорватської армії щодо мирного сербського населення (т. зв. «Командна відповідальність»).
Розгляд справи генерала Бобетко було припинено через його смерть в Загребі 29 квітня 2003. Справи Адемі і Нораца були передані МТКЮ в суд Хорватії. В результаті Рахім Адемі був повністю виправданий, а Мірко Норац, до того моменту вже відбував 12-річне тюремне ув'язнення за військові злочини, скоєні ним в Госпичі в 1991 році, був засуджений до ще 7 років позбавлення волі.